# Transformacja Lorentza

Widok czasoprzestrzeni wzdłuż linii świata gwałtownie przyspieszającego obserwatora

Animacja transformacji Lorentza

Transformacja Lorentza, przekształcenie Lorentza – przekształcenie liniowe przestrzeni Minkowskiego umożliwiające obliczenie wielkości fizycznych w poruszającym się układzie odniesienia, jeśli wielkości te znane są w danym układzie.
Przekształceniu Lorentza podlegają 4-wektory: 4-wektor położeń ciał w czasoprzestrzeni {\displaystyle (ct,x,y,z),} 4-wektor prędkości ciał w czasoprzestrzeni, 4-wektor energii-pędu, tensory pola elektrycznego i magnetycznego itd.
Bardziej ogólną transformacją czasoprzestrzeni jest transformacja Poincarego.

## Transformacja współrzędnych
W transformacji Galileusza niezmiennikami są oddzielnie odstęp czasowy zdarzeń oraz ich odległość w przestrzeni. Oznacza to, że odstęp czasu dwóch zdarzeń, zmierzony przez dwóch obserwatorów, poruszających się względem siebie, będzie taki sam. Podobnie odległość przestrzenna zdarzeń, zmierzona przez tych obserwatorów, będzie identyczna. Czas i przestrzeń są w klasycznej fizyce niezależne od siebie. Czas jest wielkością absolutną.
W transformacji Lorentza jest inaczej: zachowany jest interwał, tj. odległość zdarzeń w czasoprzestrzeni, podczas gdy upływ czasu i odległość między zdarzeniami zmierzone przez obserwatorów poruszających się względem siebie będą inne, zależne od prędkości. W ten sposób czas trwania tego samego zjawiska czy odległość przestrzenna są wielkościami względnymi, zależnymi od obserwatora.
Transformacje współrzędnych czasoprzestrzeni mają najprostszą postać wówczas, gdy odpowiadające sobie osie współrzędnych kartezjańskich inercjalnych układów odniesienia, nieruchomego {\displaystyle K} i poruszającego się {\displaystyle K',} są do siebie wzajemnie równoległe, przy czym układ {\displaystyle K'} porusza się ze stałą prędkością {\displaystyle v} wzdłuż osi {\displaystyle OX.} Jeśli ponadto jako początek odliczania czasu w obu układach {\displaystyle (t=0)} i {\displaystyle (t'=0)} wybrany został moment, w którym początki osi współrzędnych {\displaystyle O} i {\displaystyle O'} w obu układach pokrywają się, to transformacja Lorentza ma postać:
{\displaystyle t'=\gamma \left(t-{\frac {vx}{c^{2}}}\right),}
{\displaystyle x'=\gamma (x-vt),}
{\displaystyle y'=y,}
{\displaystyle z'=z,}
gdzie:
{\displaystyle \gamma ={\frac {1}{\sqrt {1-{\frac {v^{2}}{c^{2}}}}}}}
lub
{\displaystyle \beta ={v/c},}
{\displaystyle \gamma ={\frac {1}{\sqrt {1-\beta ^{2}}}}.}
W powyższych wzorach {\displaystyle c=299\,792\,458\ \mathrm {m/s} } – prędkość światła w próżni.
Dla prędkości znacznie mniejszych od prędkości światła w próżni {\displaystyle \gamma \to 1} i {\displaystyle {\frac {v}{c}}\to 0,} transformacja Lorentza staje się równoważna z transformacją Galileusza. Oznacza to, że ta druga jest przybliżeniem transformacji Lorentza dla małych prędkości.

### Wyprowadzenie
Rozważmy cząstkę poruszającą się w układzie {\displaystyle K} ze prędkością światła {\displaystyle c}. Równanie trajektorii tej cząstki w tym układzie jest {\displaystyle x=ct} natomiast
względem układu {\displaystyle K'} porusza się ona w układzie {\displaystyle K} z prędkością względną {\displaystyle c-v.} Zakładając, że pokonuje ona tę samą odległość względem {\displaystyle K'} w obu
układach i w obu porusza się ona z prędkością światła musi zachodzić {\displaystyle x'=(c-v)t=ct'.} Zachodzi więc dylatacja jej czasu w danym położeniu w układzie {\displaystyle K{:}}
{\displaystyle t'=\left(1-{\frac {v}{c}}\right)t=t-{\frac {v}{c^{2}}}ct=t-{\frac {v}{c^{2}}}x.}
Analogicznie możemy zapisać
{\displaystyle x'=(c-v)t=x-vt.}
Szukana w ten sposób transformacja okazuje się więc transformacją Galileusza z dylatacją czasu:
{\displaystyle t'=t-{\frac {v}{c^{2}}}x,}
{\displaystyle x'=x-vt.}
Założymy teraz że obowiązuje ona dla dowolnych współrzędnych zdarzeń, a nie tylko
dla współrzędnych trajektorii fotonu.
Odwracając transformacje na {\displaystyle x,t} otrzymujemy jednak
{\displaystyle t={\frac {t'+{\frac {v}{c^{2}}}x'}{1-{\frac {v^{2}}{c^{2}}}}},}
{\displaystyle x={\frac {x'+vt'}{1-{\frac {v^{2}}{c^{2}}}}}.}
Jednak sytuacja fizyczna widziana z układu {\displaystyle K'} jest identyczna jak widziana z {\displaystyle K} a jedynie
układ {\displaystyle K} porusza się względem {\displaystyle K'} z prędkością {\displaystyle -v.} Spróbujemy więc poprawić transformację
przeskalowaniem {\displaystyle \kappa } zachowującym naturalnie prędkość światła:
{\displaystyle t'=\left(t-{\frac {v}{c^{2}}}x\right)\kappa ,}
{\displaystyle x'=(x-vt)\kappa .}
Transformacja odwrotna staje się w oczywisty sposób natychmiast:
{\displaystyle t={\frac {t'+{\frac {v}{c^{2}}}x'}{\left(1-{\frac {v^{2}}{c^{2}}}\right)\kappa }},}
{\displaystyle x={\frac {x'+vt'}{\left(1-{\frac {v^{2}}{c^{2}}}\right)\kappa }}.}
Aby obie transformacje były identyczne, z wyjątkiem fizycznej zmiany znaku prędkości względnej, musi zachodzić
{\displaystyle {\frac {1}{\left(1-{\frac {v^{2}}{c^{2}}}\right)\kappa }}=\kappa }
lub
{\displaystyle \kappa ^{2}={\frac {1}{1-{\frac {v^{2}}{c^{2}}}}},}
czyli
{\displaystyle \kappa =\gamma .}
Otrzymana transformacja jest więc transformacją Lorentza.

## Zapis macierzowy
Czterowektory – to wektory określone w 4-wymiarowej czasoprzestrzeni; wektory te mają współrzędne, powstałe z rzutowania 4-wektora na osie układu; tradycyjnie współrzędnej czasowej (powstałej z rzutowania na oś czasu) nadaje się indeks {\displaystyle 0,} a trzem współrzędnym przestrzennym (powstałym z rzutowania wektora na osie przestrzenne) nadaje się indeksy {\displaystyle 1,2,3.} Przy takim wyborze wektor położenia zapisuje się w postaci
{\displaystyle (x^{0},\ x^{1},\ x^{2},\ x^{3}),}
gdzie:
{\displaystyle x^{0}=ct,\ x^{1}=x,\ x^{2}=y,\ x^{3}=z}
lub w skrócie
{\displaystyle x^{\alpha },}
gdzie domyślnie indeks {\displaystyle \alpha } przyjmuje wartości: {\displaystyle \alpha =0,1,2,3.}
W wartościach współrzędnych czterowektorów kryje się wybór konkretnego układu współrzędnych.
Aby uzyskać współrzędne dowolnego 4-wektora {\displaystyle A} w innym układzie, należy dokonać transformacji Lorentza, mnożąc „stary” wektor przez macierz Lorentza:
{\displaystyle B=\Lambda \,A,}
co oznacza, że nowe współrzędne wyrażają się przez stare następująco (stosujemy konwencję sumacyjną Einsteina)
{\displaystyle B^{\alpha '}=\Lambda _{\alpha }^{\alpha '}A^{\alpha },}
gdzie:
{\displaystyle \alpha ,\alpha '=0,1,2,3,}
{\displaystyle A^{\alpha }} – współrzędne wektora w oryginalnym układzie współrzędnych,
{\displaystyle B^{\alpha '}} – współrzędne wektora w nowym układzie współrzędnych,
{\displaystyle \Lambda _{\alpha }^{\alpha '}} – elementy macierzy transformacji Lorentza między starym a nowym układem współrzędnych.
Tensorem metrycznym przestrzeni Minkowskiego jest macierz {\displaystyle 4\times 4}
{\displaystyle g_{\alpha \beta }={\begin{bmatrix}-1&0&0&0\\0&1&0&0\\0&0&1&0\\0&0&0&1\end{bmatrix}},}
tj. składowe diagonalne są niezerowe, {\displaystyle g_{00}=-1,} {\displaystyle g_{11}=g_{22}=g_{33}=1,} a wszystkie inne zerują się.
Przekształcenie układu współrzędnych opisane macierzą {\displaystyle \Lambda } będzie transformacją Lorentza, gdy:
- pozostawia niezmieniony tensor metryczny, tj. prawdziwe będzie poniższe równanie

{\displaystyle \Lambda _{\alpha }^{\alpha '}\Lambda _{\beta }^{\beta '}g^{\alpha \beta }=g^{\alpha '\beta '},}
- wyznacznik macierzy {\displaystyle \Lambda } wynosi {\displaystyle -1,} tj.

{\displaystyle \det(\Lambda _{\alpha }^{\alpha '})=-1.}

## Grupa Lorentza i Poincarégo
W teorii względności rozważa się specjalne grupy transformacji: grupę Lorentza i grupę Poincarégo. Wybór tych grup transformacji jest oparty na obserwacji, iż prawa przyrody są względem tych transformacji niezmiennicze (tzn. zależność między wielkościami fizycznymi mierzonymi w jednym układzie wyraża się identycznymi wyrażeniami jak zależności między tymi samymi wielkościami mierzonymi w innym układzie).
Przekształcenie będące automorfizmem w wektorowej czasoprzestrzeni Minkowskiego nazywane jest przekształceniem Lorentza. Odwzorowania takie tworzą grupę Lorentza. Przekształcenie będące automorfizmem w afinicznej czasoprzestrzeni Minkowskiego nazywane jest natomiast przekształceniem Poincarégo. Te tworzą grupę Poincarégo.

### Podgrupy grupy Lorentza
Uwaga: Macierze transformacji poniżej wymienionych omówiono dokładnie w artykule grupa Lorentza.
W grupie Lorentza można wyróżnić podgrupy:
- jednorodne przekształcenia Lorentza: początek układu współrzędnych nie zmienia się; należą tu:
  - obroty w czasoprzestrzeni (wyznacznik macierzy przekształcenia Lorentza jest wtedy równy 1), przy czym wyróżnia się:
    - zwykłe obroty w przestrzeni 3D,
    - pchnięcia Lorentza, czyli właściwe transformacje Lorentza – to transformacje z danego układu do układu poruszającego się względem niego,

  - odbicia przestrzenne i inwersja czasu (wyznacznik macierzy przekształcenia Lorentza jest wtedy równy −1),
- niejednorodne przekształcenia Lorentza – przekształcenia Lorentza zawierające translacje początku układu współrzędnych.

### Pchnięcie Lorentza
Pchnięcie Lorentza jest analogiem obrotu w czasoprzestrzeni Minkowskiego. W opisie przekształcenia stosuje się funkcje hiperboliczne. Interwał czasoprzestrzenny wyrażony poprzez takie funkcje okazuje się jednak tożsamy z klasyczną transformacją współrzędnych Lorentza, która wprowadza stałą względną prędkość jednego układu odniesienia względem tego, do którego współrzędne są transformowane. Ilustracja takiego przekształcenia na diagramie Minkowskiego nie może mieć sensu właściwego obrotu, gdyż osie nowego układu zbliżają się do siebie.
Interwał czasoprzestrzenny w czterowymiarowej czasoprzestrzeni jest sumą części czasowej – ta nie zmienia się przy transformacjach przestrzeni, oraz przestrzennej – niezmienność interwału dopuszcza transformacje przestrzenne polegające na obrotach, translacjach i odbiciach w przestrzeni. Można zatem na rozmaitości czasoprzestrzennej wyróżnić podgrupy: obrotów i translacji.

## Wyprowadzenie zjawisk relatywistycznych
Z transformacji Lorentza można wyprowadzić m.in. poniżej zestawione prawa.

### Dodawanie prędkości
Transformacja Lorentza prowadzi do prawa składania prędkości innego niż klasyczne prawo składania prędkości (które wynika z transformacji Galileusza). Jeżeli układ O' porusza się względem układu O z prędkością {\displaystyle v}, ciało w tym poruszającym się układzie porusza się w tym samym kierunku z prędkością {\displaystyle u}, to ciało to ma względem układu O prędkość {\displaystyle u'} taką, że
{\displaystyle u'={\frac {u+v}{1+{\frac {vu}{c^{2}}}}},}

Dyskusja wzoru:
(1) Dla małych prędkości {\displaystyle v} układów odniesienia {\displaystyle O} oraz {\displaystyle O'} powyższy wzór sprowadza się do klasycznego prawa składania prędkości:
{\displaystyle u'={u+v}.}
(2) Jeżeli rozważanym obiektem jest światło, które ma w jednym układzie prędkość {\displaystyle u=c}, to w układzie {\displaystyle O'} poruszającym prędkość światła będzie wynosić {\displaystyle u'=c}, czyli tyle samo, co w układzie {\displaystyle O}. Jest to zgodne z postulatem Einsteina, iż prędkość światła jest stała względem dowolnego inercjalnego układu odniesienia.

### Skrócenie Lorentza-Fitzgeralda
Ciało poruszające się względem obserwatora ma długość mniejszą niż to samo ciało, gdy mierzy się jego długość w układzie, w którym ciało to spoczywa.
Załóżmy, że ciało porusza się względem układu {\displaystyle O} z prędkością {\displaystyle v.} Przez długość ciała {\displaystyle L(v)} poruszającego się z prędkością {\displaystyle v} rozumiemy różnicę współrzędnych {\displaystyle x_{1},} {\displaystyle x_{2}} dwóch skrajnych punktów tego ciała zmierzonych w tej samej chwili {\displaystyle t,} tj.
{\displaystyle L(v)=x_{2}-x_{1}.}
Z transformacji Lorentza wynikają związki między współrzędnymi {\displaystyle x_{1},} {\displaystyle x_{2},} a współrzędnymi {\displaystyle x'_{1},} {\displaystyle x'_{2}} tego ciała w układzie {\displaystyle O',} względem którego ciało spoczywa, tj.
{\displaystyle x_{1}'=\gamma (x_{1}-vt),}
{\displaystyle x_{2}'=\gamma (x_{2}-vt),}
gdzie podstawiono {\displaystyle t_{1}=t_{2}=t.} Odejmując stronami powyższe dwa równania otrzyma się:
{\displaystyle x_{2}'-x_{1}'=\gamma (x_{2}-x_{1}).}
Podstawiając
{\displaystyle L(0)=x_{2}'-x_{1}'} – długość ciała spoczywającego,
{\displaystyle L(v)=x_{2}-x_{1}} – długość ciała poruszającego się,
otrzyma się ostatecznie:
{\displaystyle L(v)={\frac {L(0)}{\gamma }}=L(0){\sqrt {1-{\frac {v^{2}}{c^{2}}}}}.}
Wniosek: Ponieważ {\displaystyle \gamma >1,} więc
{\displaystyle L(v)<L(0),}
tj. ciało ma długość mniejszą względem obserwatora, względem którego jest w ruchu. Przy czym istotne jest nie tyle samo skrócenie, co fakt, iż
Długość jest wielkością względną: to samo ciało ma różne długości względem różnych obserwatorów; największą długość ma ciało dla obserwatora, względem którego ciało spoczywa.
Przykłady:
(1) Jeżeli {\displaystyle v=0{,}99995\,c,} to {\displaystyle \gamma ={\frac {1}{\sqrt {1-{\frac {v^{2}}{c^{2}}}}}}={100}}. Ciało o długości {\displaystyle L(0)=1} m będzie widziane jako ciało o długości {\displaystyle L(v)=1/100} m, czyli {\displaystyle 1} cm przez obserwatora poruszającego się.
(2) Bardzo szybkie protony przybywające na Ziemię mają tak duże prędkości, że dysk naszej Galaktyki, mający wg naszych pomiarów rozmiar około 100 000 lat świetlnych, ma w układzie tych protonów rozmiar kilku metrów!

### Dylatacja czasu
Odejmując wyrażenia na transformację Lorentza dla dwóch zdarzeń czasoprzestrzennych i definiując przyrosty czasu w każdym z układów odniesienia jako jednostki czasu mierzonego w danym układzie można uzyskać równanie:
{\displaystyle \Delta t'=\gamma \left(\Delta t-{\frac {v\Delta x}{c^{2}}}\right)=\gamma \Delta t.}
We wzorze pojawia się dodatkowo różnica odległości w jednym z układów. Zinterpretowanie tej różnicy jako równej zeru powoduje, że porównuje się współrzędne czasowe wyłącznie jednego zdarzenia, ale w dwu układach odniesienia. Uzyskany wzór określa zatem dylatację czasu {\displaystyle (\gamma >1).}

### Pole magnetyczne
W teoriach relatywistycznych skalar natężenia pola elektrycznego {\displaystyle (E_{0})} i wektor natężenia pola magnetycznego {\displaystyle (B)} można połączyć w jeden czterowektor {\displaystyle (E){:}}
{\displaystyle E=[E_{0},cB_{1},cB_{2},cB_{3}].}
Rozważmy cząstkę skalarną naładowaną elektrycznie i pozostającą w bezruchu. W pewnej odległości od tej cząstki zarejestrujemy pole elektryczne i brak pola magnetycznego:
{\displaystyle E_{0}={\text{const}},}
{\displaystyle B=[0,0,0].}
Załóżmy następnie, że naładowana cząstka się porusza, czyli zmieniamy układ współrzędnych na poruszający się względem pierwszego wzdłuż pierwszej osi z prędkością {\displaystyle v{:}}
{\displaystyle E'_{0}=\gamma (E_{0}-vcB_{1})=\gamma E_{0},}
{\displaystyle B'_{1}=\gamma (B_{1}-{\frac {v}{c}}E_{0})=-\gamma {\frac {v}{c}}E_{0}.}
Czyli poruszający się ładunek generuje pole magnetyczne.
Czynnik {\displaystyle \gamma } jest dla małych prędkości bliski jedności, więc w granicy małych prędkości transformacje Lorentza czterowektora pola elektrycznego sprowadzają się do praw Ampère’a i Biota-Savarta.